# Чорноземненский сельский совет (Акимовский район)
Чорноземненский сельский совет (укр. Чорноземненська сільська рада) — входит в состав
Якимовского района
Запорожской области
Украины.
Административный центр сельского совета находится в 
с. Черноземное
.

## Населённые пункты совета
- с. Черноземное
- с. Вязовка
- с. Петровка
- с. Шевченко